# Fritidskurs
En fritidskurs är en typ av utbildning som är en hobby, snarare än att ha anknytning till skola eller arbete. En kurs på fritiden går man för att skapa nya intressen eller fördjupa sig inom ett redan befintligt intresse. En fritidskurs kan även ge kunskaper som kan användas i andra sammanhang och ge ett försprång i till exempel skola eller i jobbsituationer.
Det som kännetecknar en fritidskurs är kombinationen av nöje och utveckling. Vanliga fritidskurser i Sverige är kurser inom dans, foto, språk och musik. En aktiv fritid ger människor ökad kreativitet och större livsglädje.